# Język nawaho
Język nawaho (nazwa własna: Diné bizaad, wym. tine pizaat) – język z południowej gałęzi języków atapaskańskich, używany przez ponad 100 tysięcy Nawahów, głównie w amerykańskich stanach Arizona, Nowy Meksyk, Utah i Kolorado.
Język ten ma największą liczbę użytkowników spośród wszystkich języków autochtonicznych Ameryki Północnej na północ od Meksyku i służy ponad połowie populacji Nawahów za codzienny środek komunikacji. Mimo to jednak wśród młodego pokolenia, szczególnie w ośrodkach miejskich poza rezerwatami, jest wypierany przez język angielski.
W czasie II wojny światowej język nawaho wykorzystywany był w amerykańskim wojsku przez indiańskich szyfrantów do przekazywania zakodowanych informacji, niezrozumiałych dla wroga. W roku 1985, po 41 latach pracy dwóch Towarzystw Biblijnych, opublikowano pierwszy pełny przekład Pisma Świętego w języku nawaho.

## Klasyfikacja
Język nawaho zalicza się do południowej gałęzi języków atapaskańskich w rodzinie eyak-atapasko, która należy do nadrodziny języków na-dene.

## Alfabet
Język nawaho zapisywany jest zmodyfikowanym alfabetem łacińskim. Bywa używany w lokalnej prasie i literaturze. Ogonek do zaznaczenia nosowości samogłoski został zapożyczony z grafii polskiej.
| Alfabet nawaho | Alfabet nawaho | Alfabet nawaho | Alfabet nawaho | Alfabet nawaho | Alfabet nawaho | Alfabet nawaho | Alfabet nawaho | Alfabet nawaho | Alfabet nawaho | Alfabet nawaho | Alfabet nawaho | Alfabet nawaho | Alfabet nawaho | Alfabet nawaho | Alfabet nawaho |
| -------------- | -------------- | -------------- | -------------- | -------------- | -------------- | -------------- | -------------- | -------------- | -------------- | -------------- | -------------- | -------------- | -------------- | -------------- | -------------- |
| ʼ ʔ            | a ɑ            | á ɑ́            | ą ɑ̃            | ą́ ɑ̃́            | aa ɑː          | áá ɑ́ː          | ąą ɑ̃ː          | ą́ą́ ɑ̃́ː          | b p            | ch tʃʰ         | chʼ tʃʼ        | d t            | dl tˡ          | dz ts          | e              |
| é              | ę ẽ            | ę́ ẽ́            | ee eː          | éé éː          | ęę ẽː          | ę́ę́ ẽ́ː          | g k            | gh ɣ           | h h/x          | hw xʷ          | i ɪ            | í ɪ́            | į ɪ̃            | į́ ɪ̃́            | ii ɪː          |
| íí ɪ́ː          | įį ɪ̃ː          | į́į́ ɪ̃́ː          | j tʃ           | k kʰ/kx        | kʼ             | kw kʰʷ/kxʷ     | l              | ł ɬ            | m              | n              | o              | ó              | ǫ õ            | ǫ́ ṍ            | oo oː          |
| óó óː          | ǫǫ õː          | ǫ́ǫ́ ṍː          | s              | sh ʃ           | t tʰ/tx        | tʼ             | tł tɬʰ         | tłʼ tɬʼ        | ts tsʰ         | tsʼ            | w w/ɣʷ         | x h/x          | y j/ʝ          | z              | zh ʒ           |

Litera c występuje w alfabecie tylko jako część dwuznaku - samodzielnie nie występuje. Litera x występuje tylko po s. Litery f, p, q, r, u i v w ogóle nie występują w alfabecie nawaho. Dwuznaki są traktowane jak pojedyncze litery.

## Cechy charakterystyczne
Język nawaho reprezentuje typ aglutynacyjny i polisyntetyczny, jednak wiele afiksów zlewa się w jedną całość, podobnie jak w językach fleksyjnych. Typowy szyk zdania dla języka nawaho to SOV, jednak – co nie jest typowe w językach o takim szyku – słowa odmieniają się za pomocą przedrostków, nie zaś przyrostków.
Język nawaho jest stosunkowo bogaty w spółgłoski – posiada ich ok. 40, w tym pięć bocznych, zapisywanych l, ł, tł, tł'  i dl oraz wiele szczelinowych i zwarto-szczelinowych. Wśród samogłosek zasadniczo wyróżnia się cztery: a, i, e i o, każda ma odpowiednik długi i nosowy. Występują też 4 tony: wysoki, niski, wznoszący i opadający.
W języku nawaho występuje duża liczba czasowników – znacznie większa niż w językach indoeuropejskich – ze względu na fakt, iż niektóre z nich pełnią funkcję odpowiadającą funkcji przymiotnika (którego brak jest w języku nawaho), a niektóre rzeczownika (których w nawaho jest znacznie mniej niż w językach europejskich). Właściwe rzeczowniki nie odmieniają się w języku nawaho przez liczby ani przypadki.
W koniugacji języka nawaho występuje 7 trybów:
1. Imperfekt
2. Perfekt
3. Progressivus
4. Prospectivus
5. Usitativus
6. Iterativus
7. Optativus